# Clifton (Colorado)
Clifton és una concentració de població designada pel cens dels Estats Units a l'estat de Colorado. Segons el cens del 2000 tenia 17.345 habitants.

## Demografia
Segons el cens del 2000, Clifton tenia 17.345 habitants, 6.327 habitatges, i 4.694 famílies. La densitat de població era de 987,7 habitants per km².
Dels 6.327 habitatges en un 42% hi vivien nens de menys de 18 anys, en un 52,8% hi vivien parelles casades, en un 15,7% dones solteres, i en un 25,8% no eren unitats familiars. En el 19,3% dels habitatges hi vivien persones soles el 7,3% de les quals corresponia a persones de 65 anys o més que vivien soles. El nombre mitjà de persones vivint en cada habitatge era de 2,73 i el nombre mitjà de persones que vivien en cada família era de 3,11.
Per edats la població es repartia de la següent manera: un 31,6% tenia menys de 18 anys, un 10,6% entre 18 i 24, un 30,6% entre 25 i 44, un 17,4% de 45 a 60 i un 9,7% 65 anys o més.
L'edat mediana era de 30 anys. Per cada 100 dones de 18 o més anys hi havia 88,3 homes.
La renda mediana per habitatge era de 31.684 $ i la renda mediana per família de 34.542 $. Els homes tenien una renda mediana de 30.418 $ mentre que les dones 20.704 $. La renda per capita de la població era de 12.968 $. Entorn del 10,4% de les famílies i el 12,6% de la població estaven per davall del llindar de pobresa.

## Poblacions més properes
El següent diagrama mostra les poblacions més properes.